# Panda Maci kalandjai
A Panda Maci kalandjai (パンダの大冒険; Panda no daibóken; Hepburn: Panda no daibōken) 1973-ban bemutatott japán animációs kalandfilm, melyet a Toei Animation készített Szerikava Júgo rendezésében.
Japánban 1973. március 17-én, Magyarországon 1983. május 12-én mutatták be a mozikban. Japánban a Toei Company, Magyarországon a MOKÉP forgalmazta.

## Cselekmény
A Medve Birodalomban új trónörökös születik, Lonlon, azonban mikor anyja megmutatja a népnek, mindenki kineveti a gyámoltalan kicsi pandabocsot. Teltek-múltak az évek, Lonlon azonban nem vált erőssé. Mikor megtudja, hogy egy próbát kell kiállnia, Pincs és Toncs, a mosómedvék próbálnak segíteni neki felkészülni. Elérkezik a próba napja, Lonlonnak egy hatalmas vízesést kell megmásznia. Belead mindent, de nem sikerül neki kiállni a próbát, ezért a törvények értelmében anyjának, fájó szívvel, de el kell küldenie a királyságból, hogy megerősödve térhessen vissza. Lonlonnal tart Pincs, de nyomukban van Ponta is, akit Ártó szellem, egy hatalmas barnamedve küldött, hogy megölje Lonlont és így ő átvehesse a trónt. Lonlon és Pincs egy vadász csapdájába esnek és egy cirkuszban kötnek ki, ahová Ponta is követi őket. Ponta véletlenül tüzet okoz, aminek köszönhetően Lonlonék és a többi cirkuszi állat, köztük Fifi, pandalány; Jumbo, az elefánt; Hippitora, a tigris és Moncsiro, a majom meg tud szökni. Lonlonnak hamarosan visszavezet az útja a Medve Birodalomba, melynek trónját Ártó szellem erőszakkal magához ragadta, azzal az indokkal, hogy Lonlon életét vesztette. Lonlon megtudja, hogy édesanyját ki fogják végezni, a legrövidebb út azonban a vízesésen fel vezet. Ezúttal sikerül megmásznia és a cirkuszi állatok segítségével elűzik Ártó szellemet és bandáját. A birodalomban helyreáll a béke, Lonlon viszont úgy dönt, hogy a cirkuszi állatokkal folytatja vándorútját.

## Szereplők
| Szereplő        | Japán hang           | Magyar hang     |
| --------------- | -------------------- | --------------- |
| Lonlon          | Óta Josiko           | Gálvölgyi János |
| Fifi            | Hirai Micsiko        | Detre Annamária |
| Királynő        | Jamamoto Keiko       | Földessy Margit |
| Gróf            | Janami Dzsódzsi      | Rátonyi Róbert  |
| Pincs           | Nomura Micsiko       | Mikó István     |
| Toncs           | Maszujama Eiko       | Borbás Gabi     |
| Ártó szellem    | Tomita Kószei        | Farkas Antal    |
| Ponta           | Ótake Hirosi         | Usztics Mátyás  |
| Hippitora       | Nagai Icsiró         | Képessy József  |
| Jumbo néne      | Nozava Maszako       | Czigány Judit   |
| Moncsiro        | Tanonaka Iszamu      | Varga T. József |
| Cirkuszigazgató | Kitagava Jonehiko    | Kaló Flórián    |
| Mesélő          | Csidzsimacu Szacsiko | Béres Ilona     |
| Kis kenguru     | N/A                  | Zsurzs Kati     |
| főcím           | –                    | Kertész Zsuzsa  |